# Muzeum umění Houston
Muzeum umění Houston (Museum of Fine Arts, Houston, zkratkou MFAH) je jedno z největších a nejnavštěvovanějších muzeí ve Spojených státech a s rokem vzniku 1924 nejstarší muzeum umění v Texasu. Spravuje řadu budov v Houstonu a park s výstavou soch The Lillie and Hugh Roy Cullen Sculpture Garden. Ve stálých sbírkách má 63 718 předmětů a disponuje 28 000 čtverečnými metry výstavní plochy. Má významné sbírky italského renesančního umění, francouzského impresionismu, fotografie, amerického a evropského užitého umění, afrických a předkolumbovských zlatých předmětů, amerického umění a soudobého amerického a evropského výtvarného umění. Dále vystavuje latinskoamerické, asijské a islámské umění. MFAH je součástí čtvrti Houston Museum District, kde je soustředěno celkem 19 kulturních institucí.

## Historie
Houston byl v 19. století železničním uzlem Texasu, odkud se vyvážela bavlna. Rychle se rozvinul po objevu texaské ropy roku 1901 a do roku 1910 se jeho populace zdvojnásobila na téměř 80 000 obyvatel (z toho byla téměř 1/3 černochů). Roku 1917 the Houston Public School Art League věnovala pozemek pro stavbu veřejného muzea. První budova, postavená v neoklasicistním slohu podle houstonského architekta Williama Warda Watkina, byla otevřena veřejnosti roku 1924 a rozšířena o další dvě křídla o dva roky později.
Ještě před postavením budovy získalo muzeum z odkazu George M. Dicksona sbírku americké a evropské malby. Mezi dalšími donátory byli např. sběratelé Edith a Percy Straus z New Yorku, kteří roku 1944 věnovali muzeu 83 děl z období renesance, i další prominentní houstonské rodiny a nadace, které věnovaly umělecká díla nebo poskytly finanční prostředky. Muzeum doplňovalo sbírky i vlastními nákupy a roku 1970 vlastnilo kolem 12 000 děl. Roku 1974 získalo muzeum nejprve jako zápůjčku 50 obrazů impresionistů a postimpresionistů od Johna a Audrey Jones Beckových, kteří pak roku 1998 díla muzeu darovali. Sbírka je vystavena v budově, která nese jejich jméno. Mezi lety 2005-2007 získalo muzeum sbírku konstruktivistického latinskoamerického umění z 50.-60. let Adolpho Leirnera. Sbírky se trvale rozrůstají z darů i vlastními nákupy a Museum of Fine Arts v Houstonu je v současnosti šestým největším muzeem umění v USA. Jeho dvě hlavní budovy mají 12 000 m² výstavních ploch.

## Budovy
- Caroline Wiess Law Building – původní neoklasická budova Williama Warda Watkina, rozšířená o východní a západní křídlo roku 1926. Architekt Kenneth Franzheim navrhl roku 1953 The Robert Lee Blaffer Memorial Wing a galerie byla celkově přestavěna a získala klimatizaci. Nové rozšíření - Cullinan Hall a Brown Pavilion, projektoval Ludwig Mies van der Rohe v letech 1958 a 1974. Jsou to jediné stavby slavného architekta na území USA. V budově je vystaveno umění 20. a 21. století a umění Oceánie, Asie, zlaté artefakty Indonésie a Afriky, subsaharské umění a předkolumbovské umění Ameriky.
- Audrey Jones Beck Building - budova navržená španělským architektem Rafaelem Moneo, laureátem Pritzkerovy ceny za architekturu, byla otevřena roku 2000. Je pojmenována po donátorech, kteří muzeu věnovali velkou sbírku impresionistů a postimpresionistů.[3]
- Nancy and Rich Kinder Building – roku 2012 muzeum vybralo ve veřejné mezinárodní soutěži architektonický návrh Steven Holl Architects pro budovu,[4] která rozšíří výstavní prostory o 15,200 m² a bude mít 25 galerií pro krátkodobé putovní výstavy, knihovnu, přednáškové sály, divadlo a restauraci. Budova určená pro umění po roce 1900 bude napojena na přilehlou Lillie and Hugh Roy Cullen Sculpture Garden a budovu Glassell School of Art.
- The Lillie and Hugh Roy Cullen Sculpture Garden – navrhl v USA narozený umělec a zahradní architekt Isamu Noguči a byla otevřena roku 1986. Je zde instalováno více než 25 mistrovských děl významných sochařů 19., 20. a 21. století. Sama zahrada je navržena jako sochařské dílo, propojující Caroline Wiess Law Building a the Glassell School of Art.
- Glassell School of Art – založená roku 1979 a navržená architektem S. I. Morrisem, nabízí kursy, workshopy a další formy vzdělání pro široké spektrum studentů umění a slouží pro rezidenční pobyty umělců. Roku 2014 navrhl Steven Holl novou budovu ve tvaru "L", která zahrnuje amfiteátr propojený se zelenou střešní zahradou určenou k procházkám. Budova o ploše 7 400 m² má i velké podzemní parkoviště.
- Central Administration and Glassell Junior School of Art Building – budova podle návrhu texaského architekta Carlose Jimeneze byl dokončena roku 1994. Slouží administrativě muzea a jako jediná v USA nabízí kursy umění pro děti v tzv. Glassell Junior School.
- Nidhika and Pershant Mehta Arts of India - jediná sbírka indického umění v Houstonu, obsahující asi 100 artefaktů z období posledních 2 500 let historie tamní kultury. Je umístěna v Caroline Wiess Law Building. Na její vybudování poskytli finanční dar ve výší 500 000 $ zakladatelé a majitelé kosmetické firmy Nidhika and Pershant Mehta.[5]

### Budovy mimo Houston Museum District
- Bayou Bend Collection and Gardens – obsahuje jednu z nejkvalitnějších sbírek amerického užitého umění a nábytku od 17. do poloviny 19. století. Budova, situovaná na okraji rozsáhlých městských parků a navržená roku 1927 architektem Johnem F. Staubem, patřila předtím člence kuratoria MFA H, Imě Hogg, která ji muzeu věnovala roku 1957. Roku 1962 pak muzeu darovala svou sbírku malby, nábytku, keramiky, skla, kovových artefaktů a textilu. Pro veřejnost byla budova otevřena roku 1966.
- Rienzi – the MFAH house museum for European decorative arts - leží poblíž předchozí budovy na opačné straně Buffalo Bayou v sousedství Houston's River Oaks. Budovu, navrženou roku 1952 Johnem F. Staubem a dokončenou roku 1954, věnovali muzeu roku 1991 Carroll Sterling Masterson a Harris Masterson III. Mastersonova rodina sbírala umění po 40 let. Rienzi byl místem houstonských filantropických a občanských aktivit do poloviny 90. let a od roku 1999 slouží jako veřejné muzeum. Obsahuje sbírku evropského užitého umění, malby, nábytku a porcelánu od 17. do poloviny 19. století.[6]

### Budovy

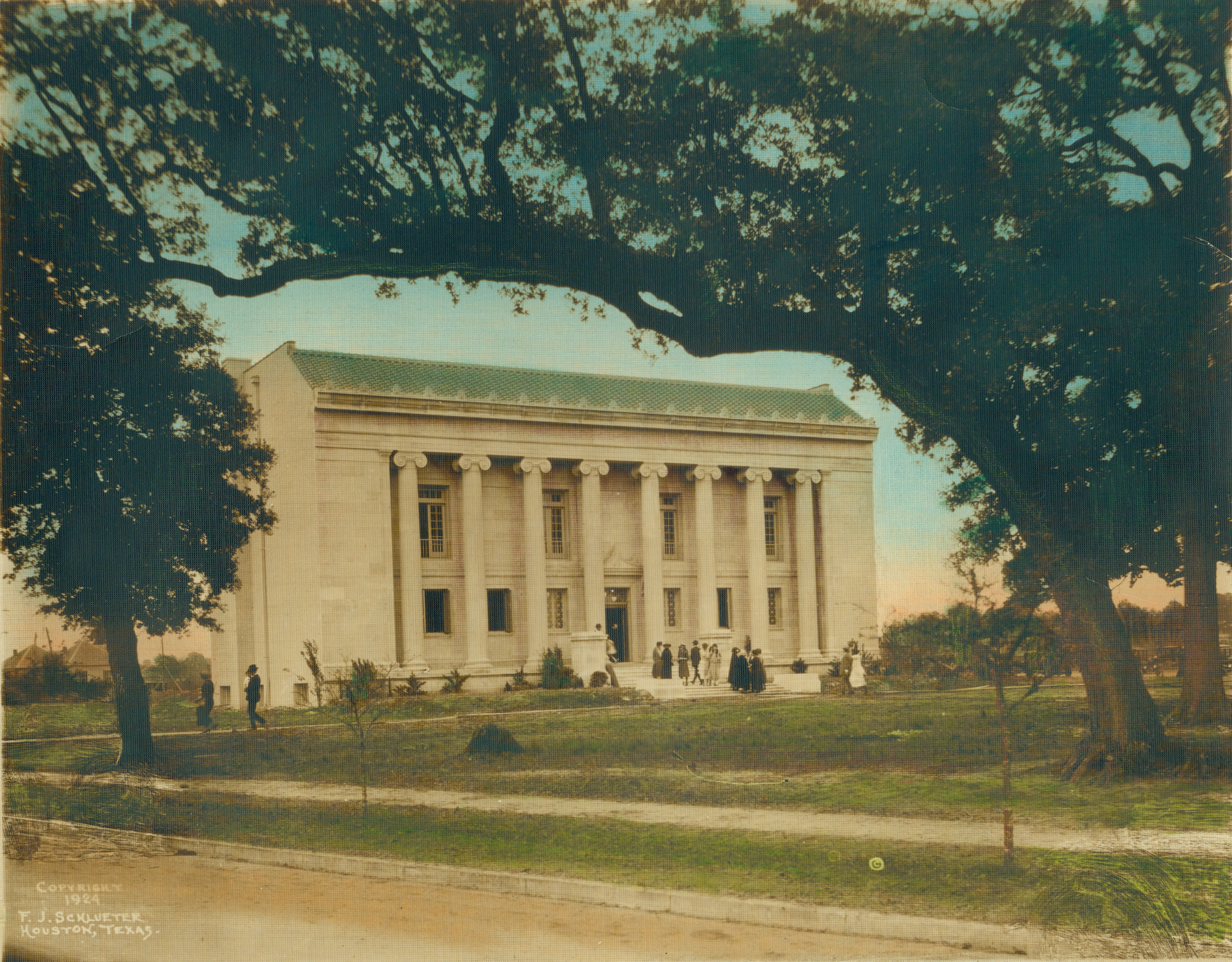
Watkin Building, 1924
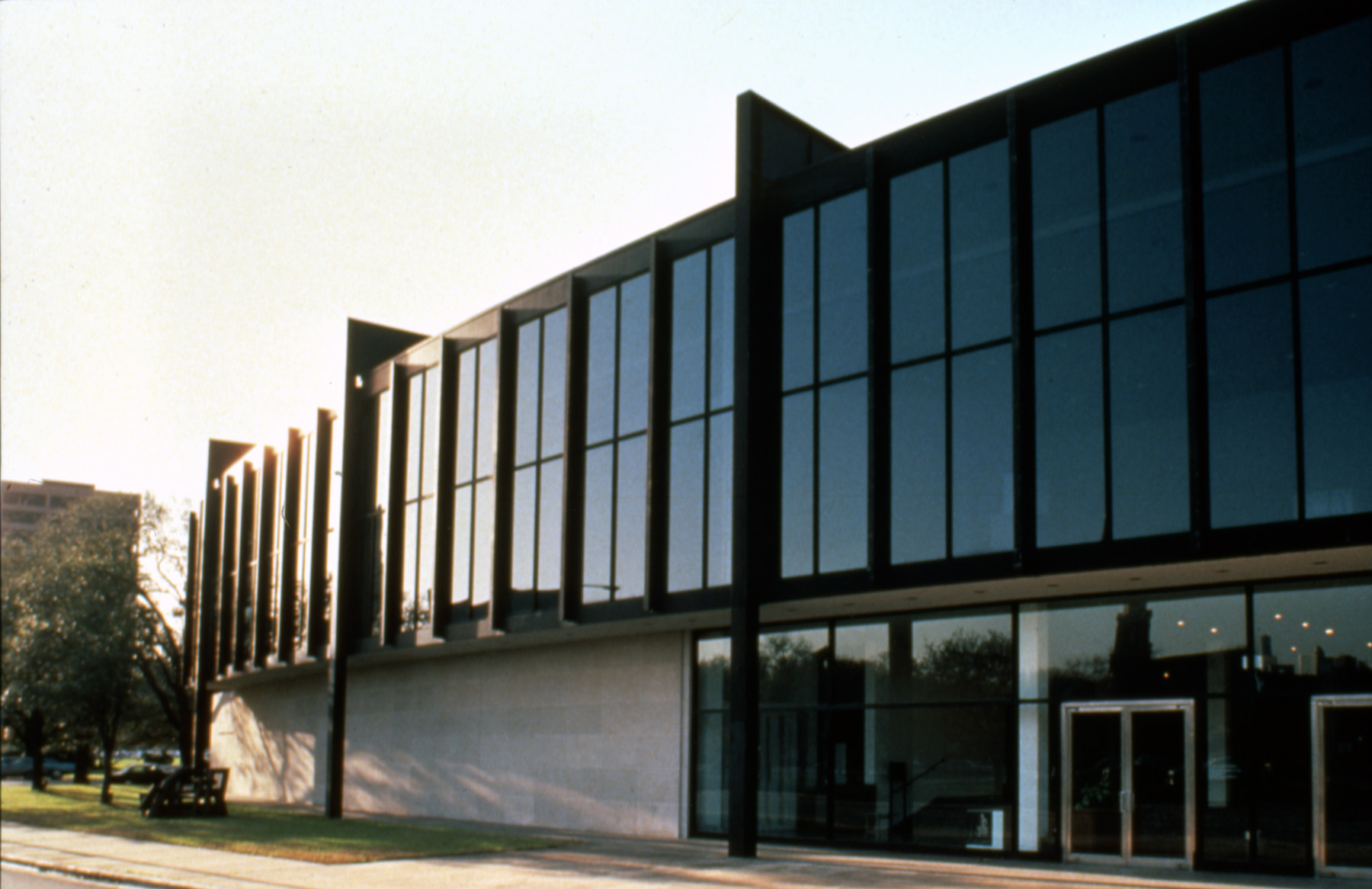
Caroline Wiess Law Building
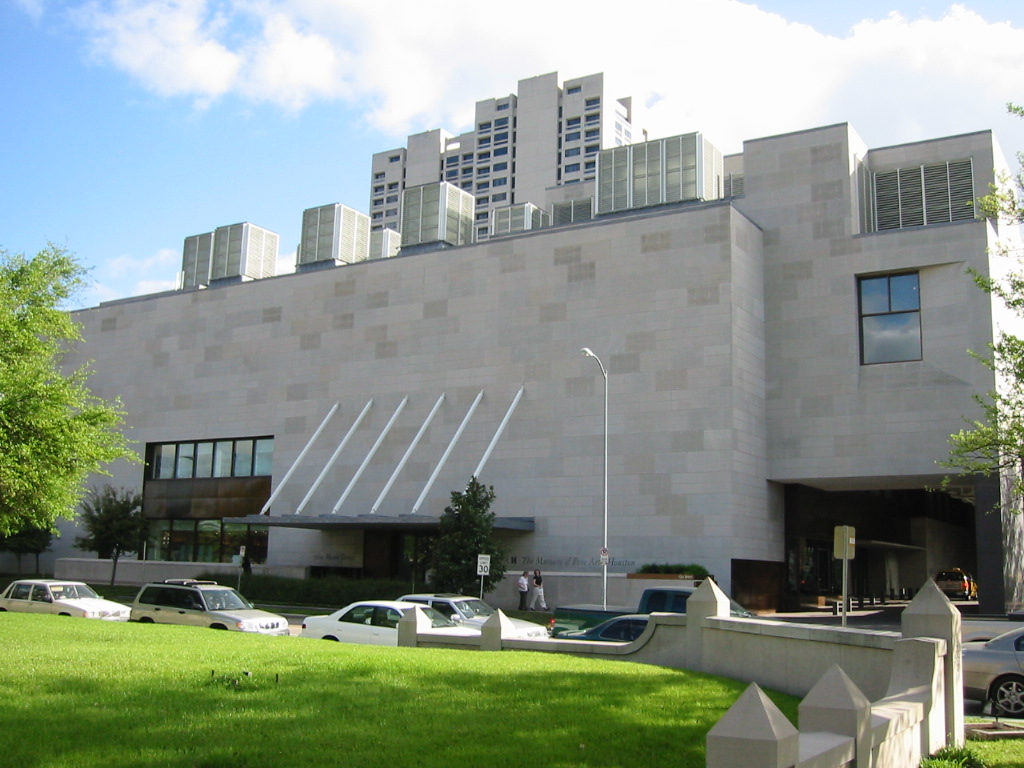
Audrey Jones Beck Building
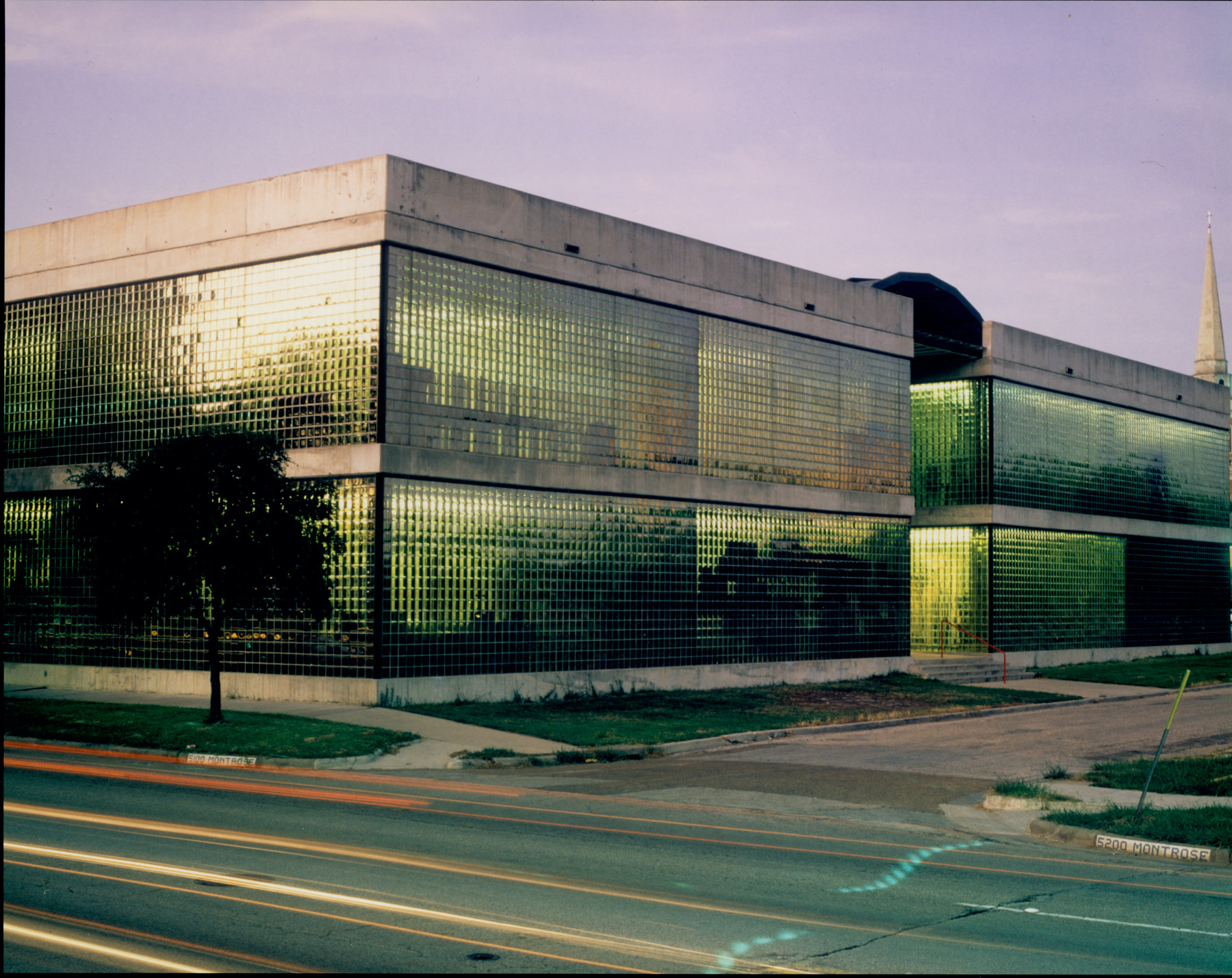
Glassell School of Art
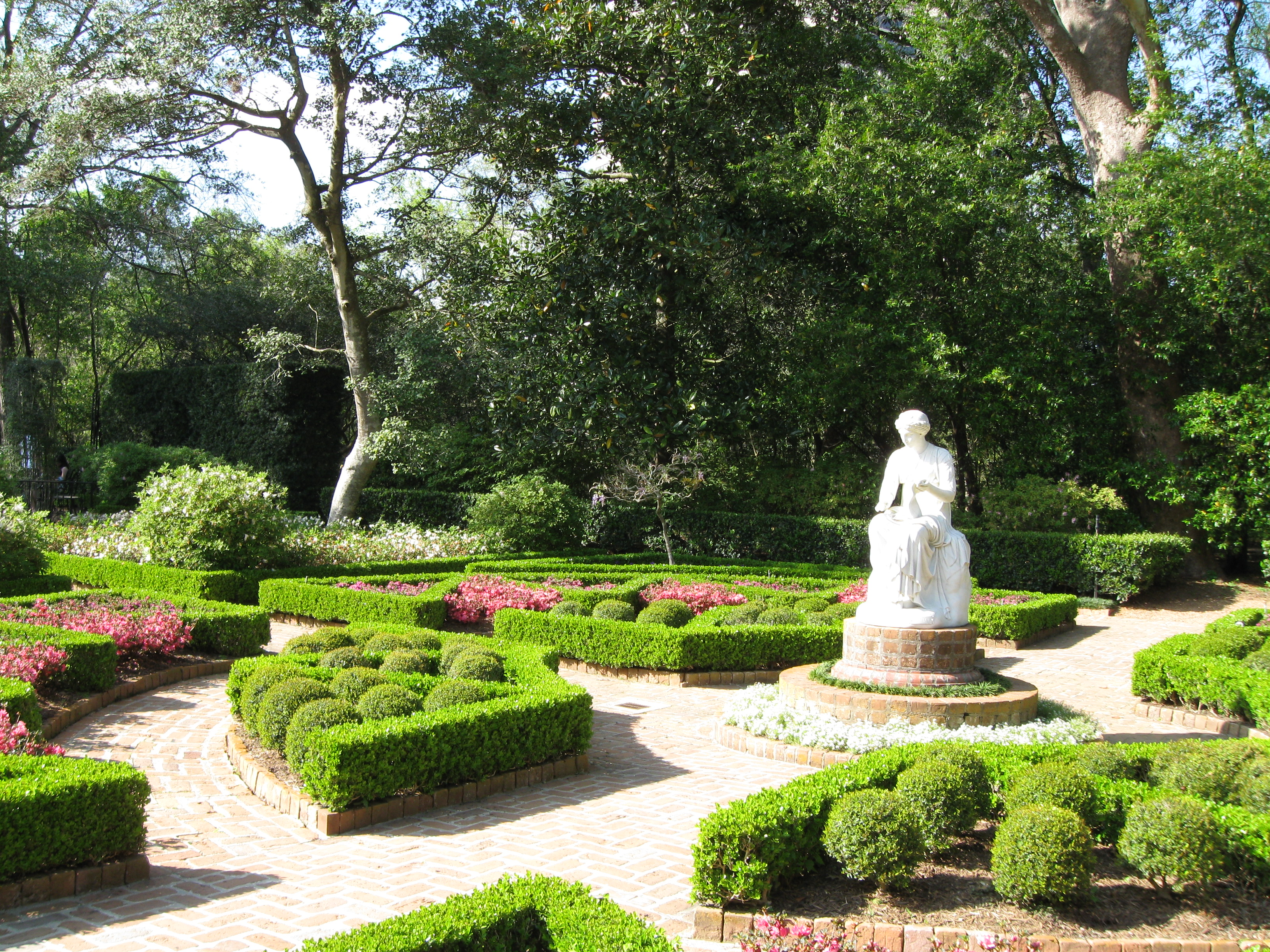
Gardens at Bayou Bend, dar Imy Hogg
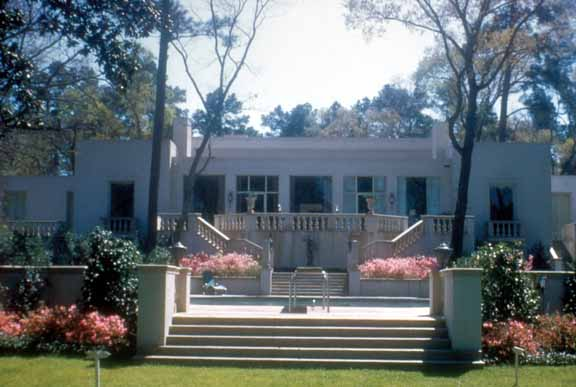
Rienzi House Museum

### Sbírky

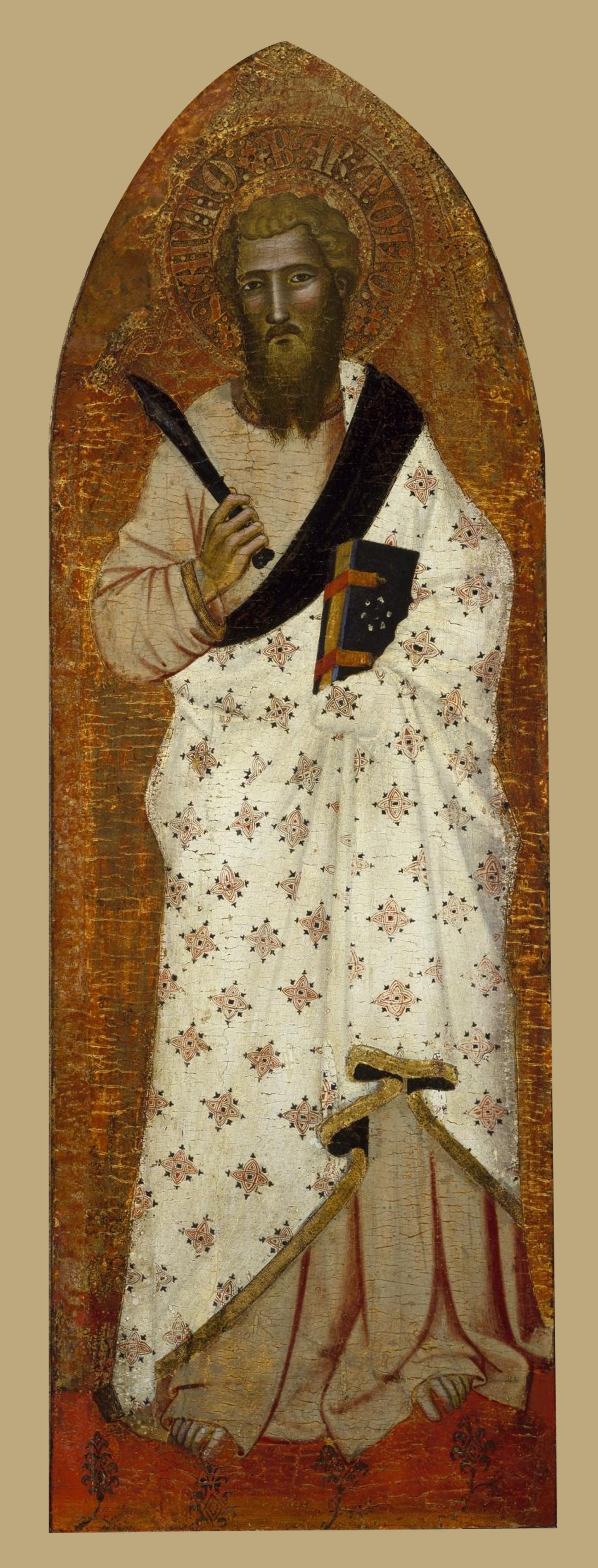
Andrea di Bonaiuto da Firenze, Sv. Bartoloměj, 1363/1367, Google Art Project
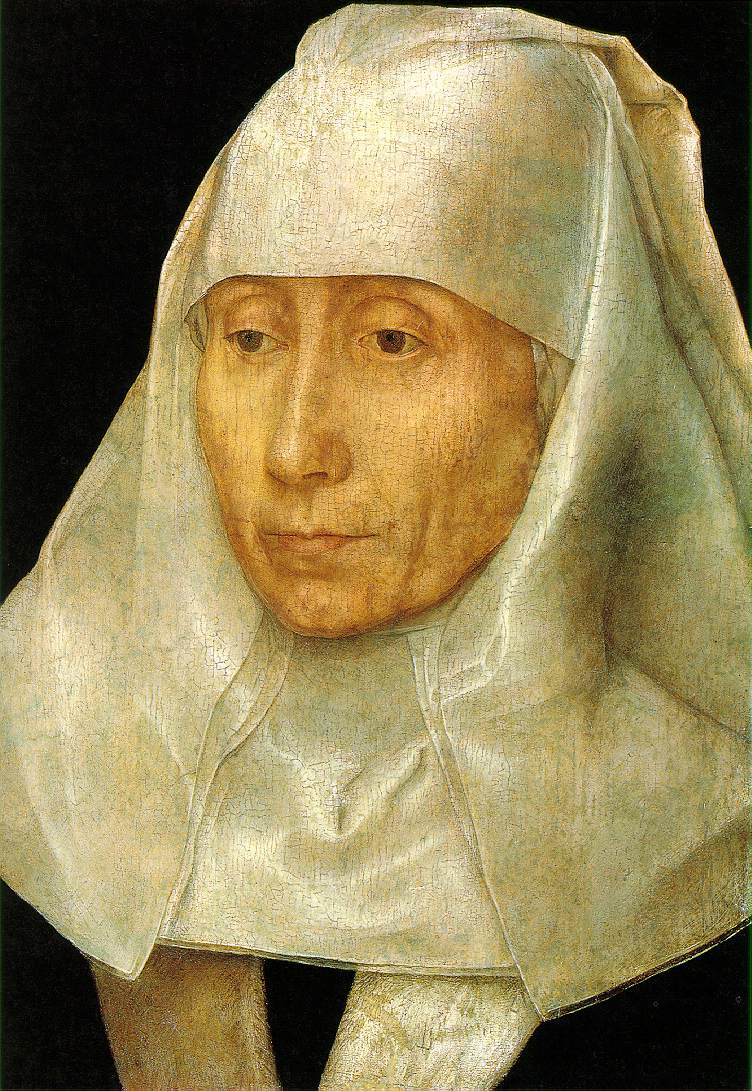
Hans Memling, Portrét staré ženy, 1468-1470
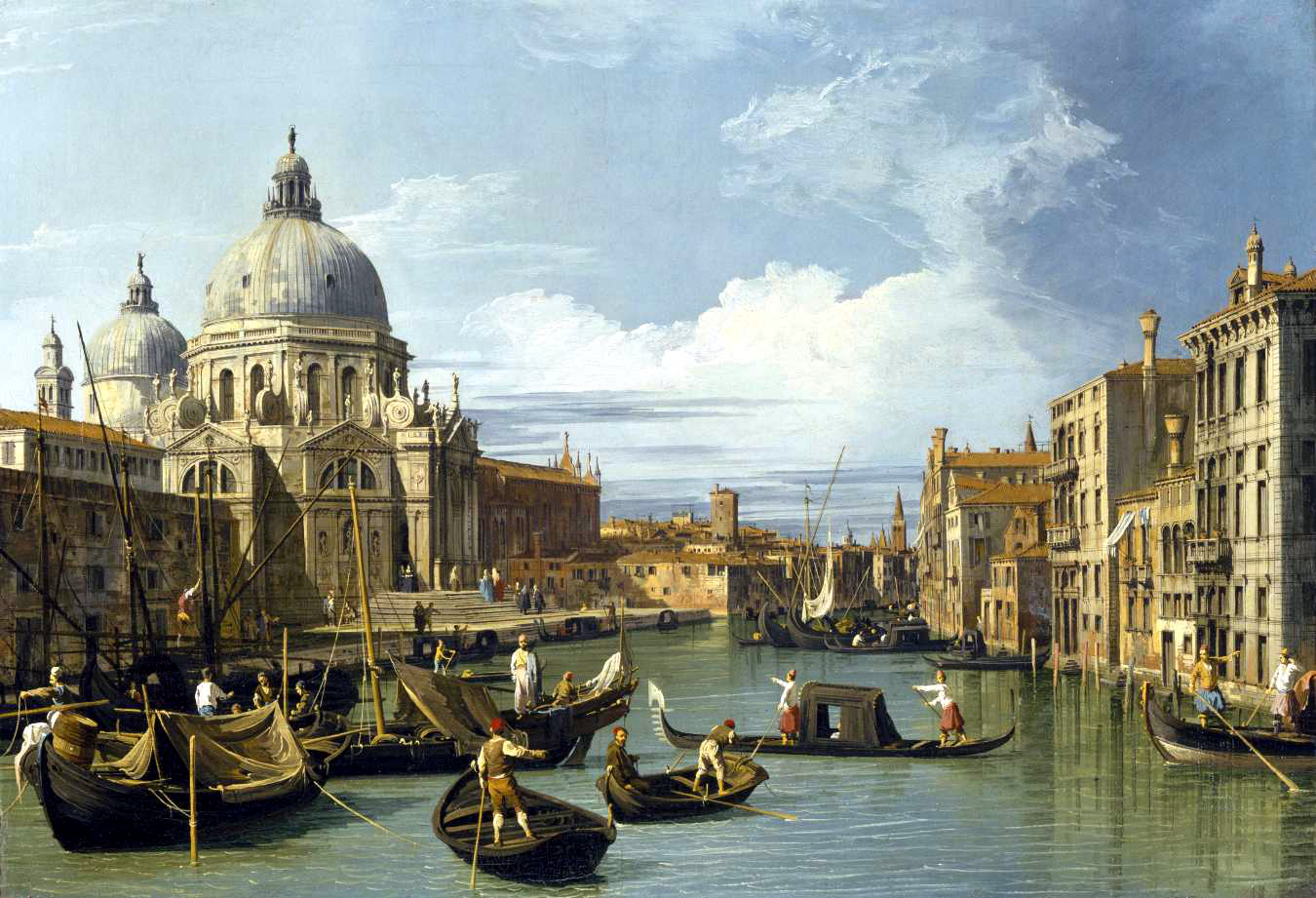
Canaletto, Vjezd do Velkého kanálu v Benátkách asi 1730
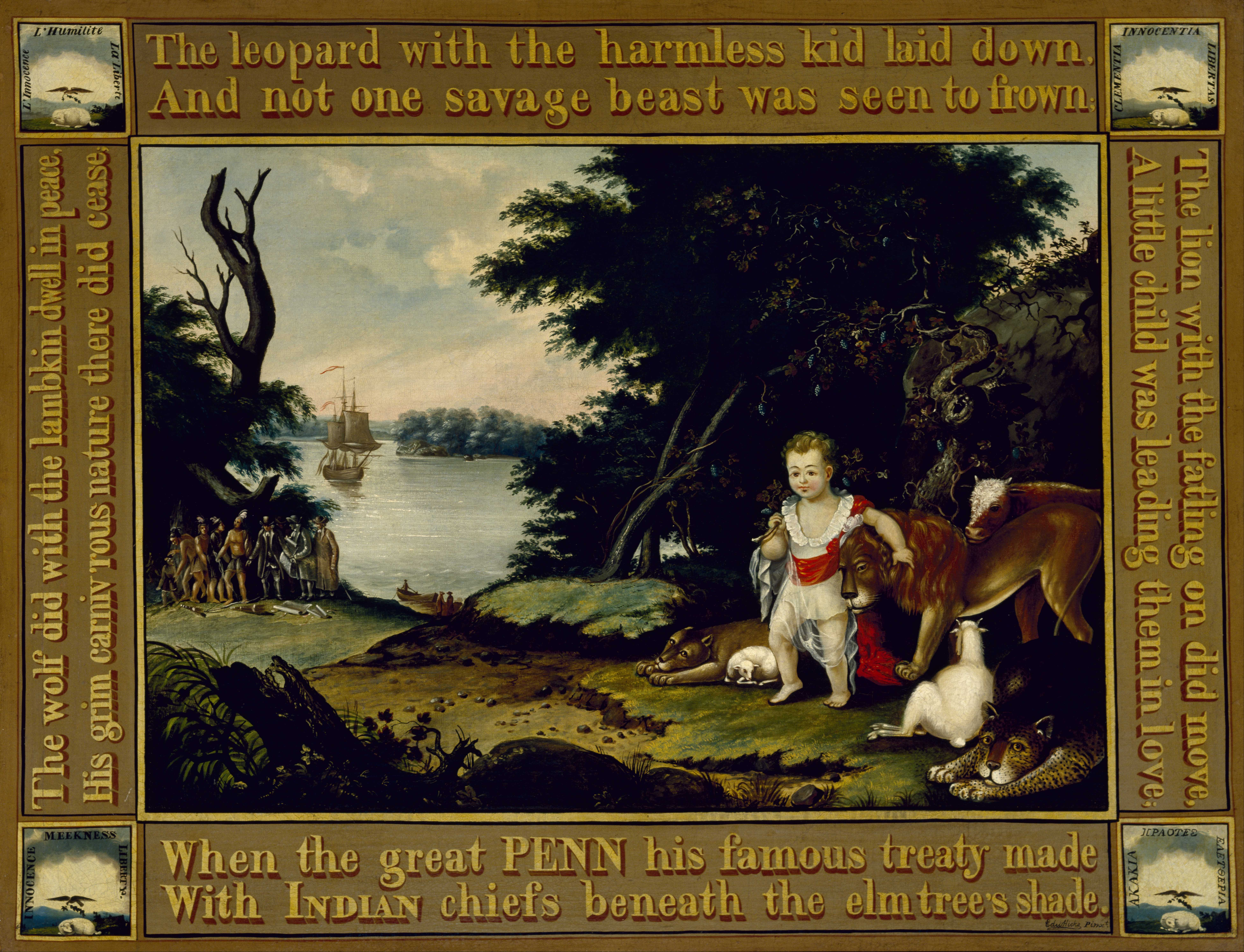
Edward Hicks, Království pokoje, 1826-1828
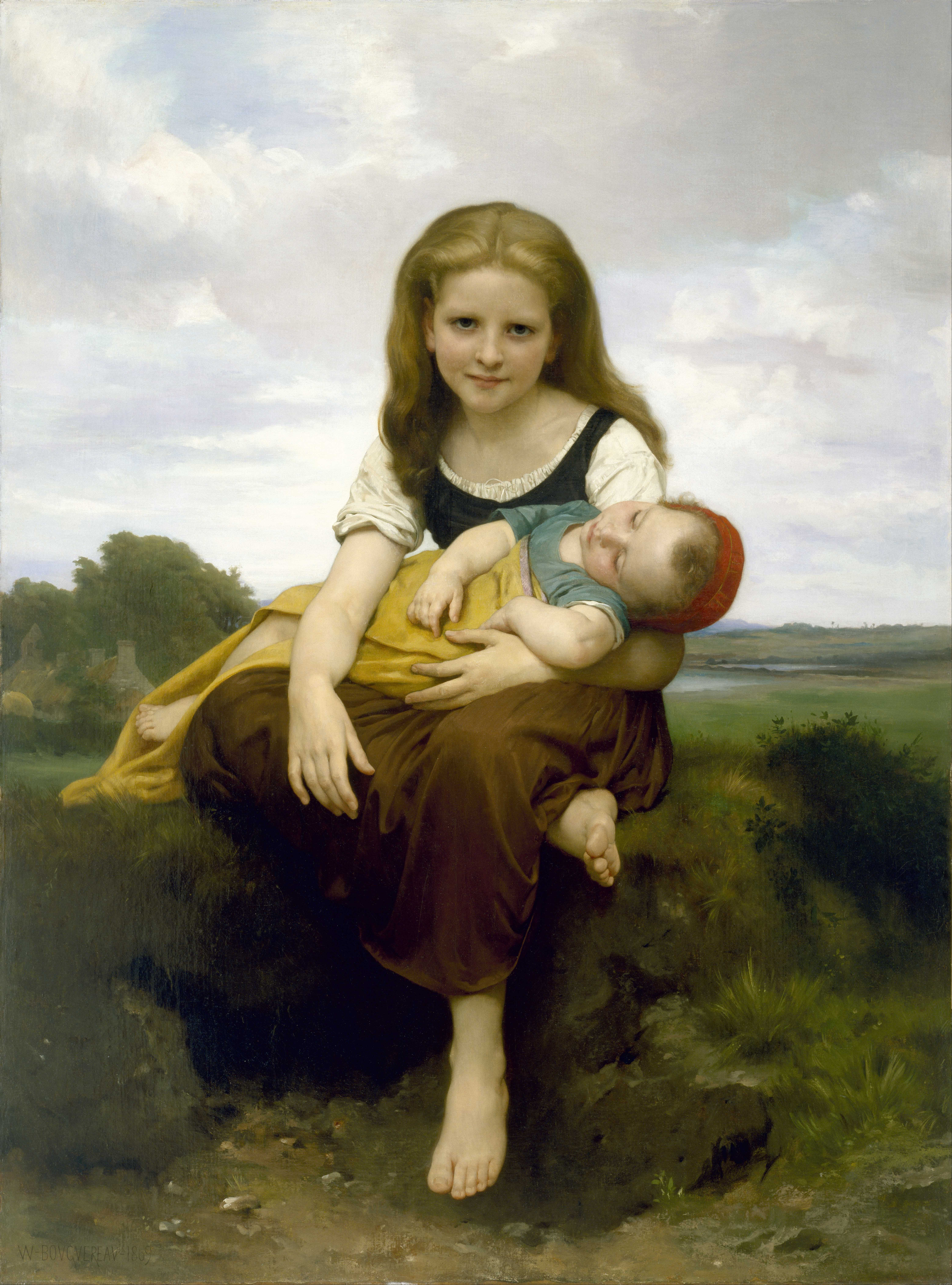
William-Adolphe Bouguereau, Starší sestra, 1869
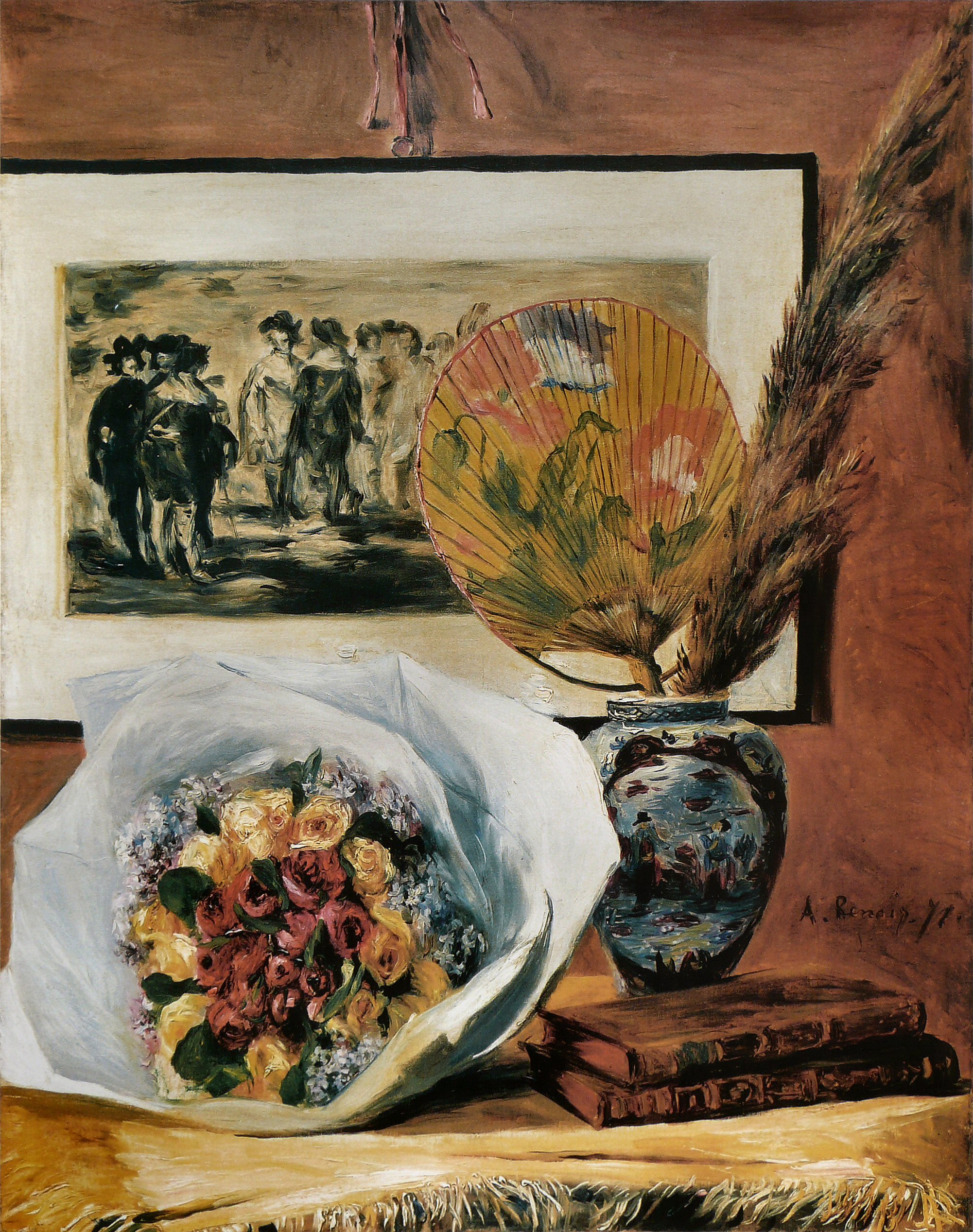
Pierre-Auguste Renoir, Nature morte au bouquet, 1871
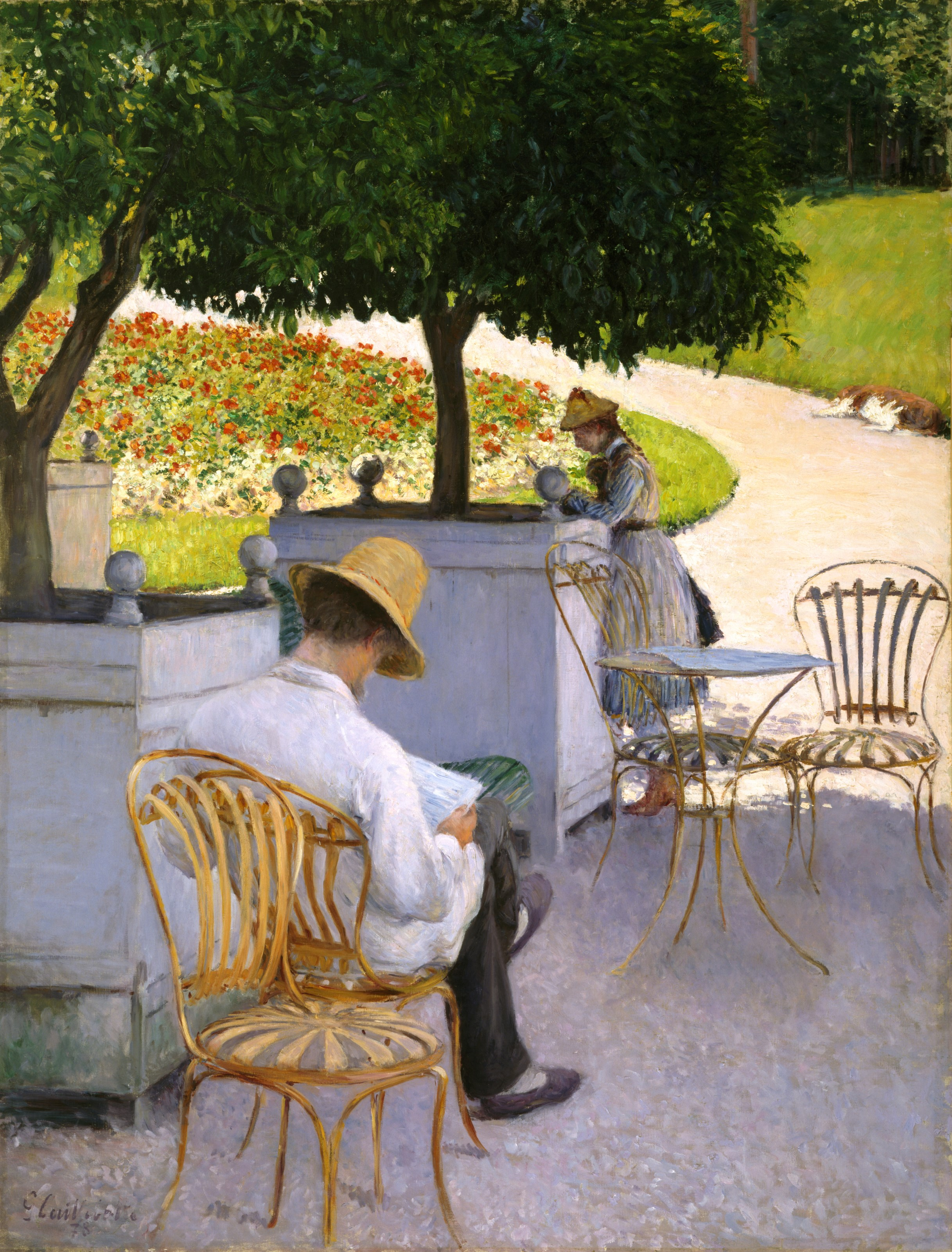
Gustave Caillebotte, Les Orangers, 1878
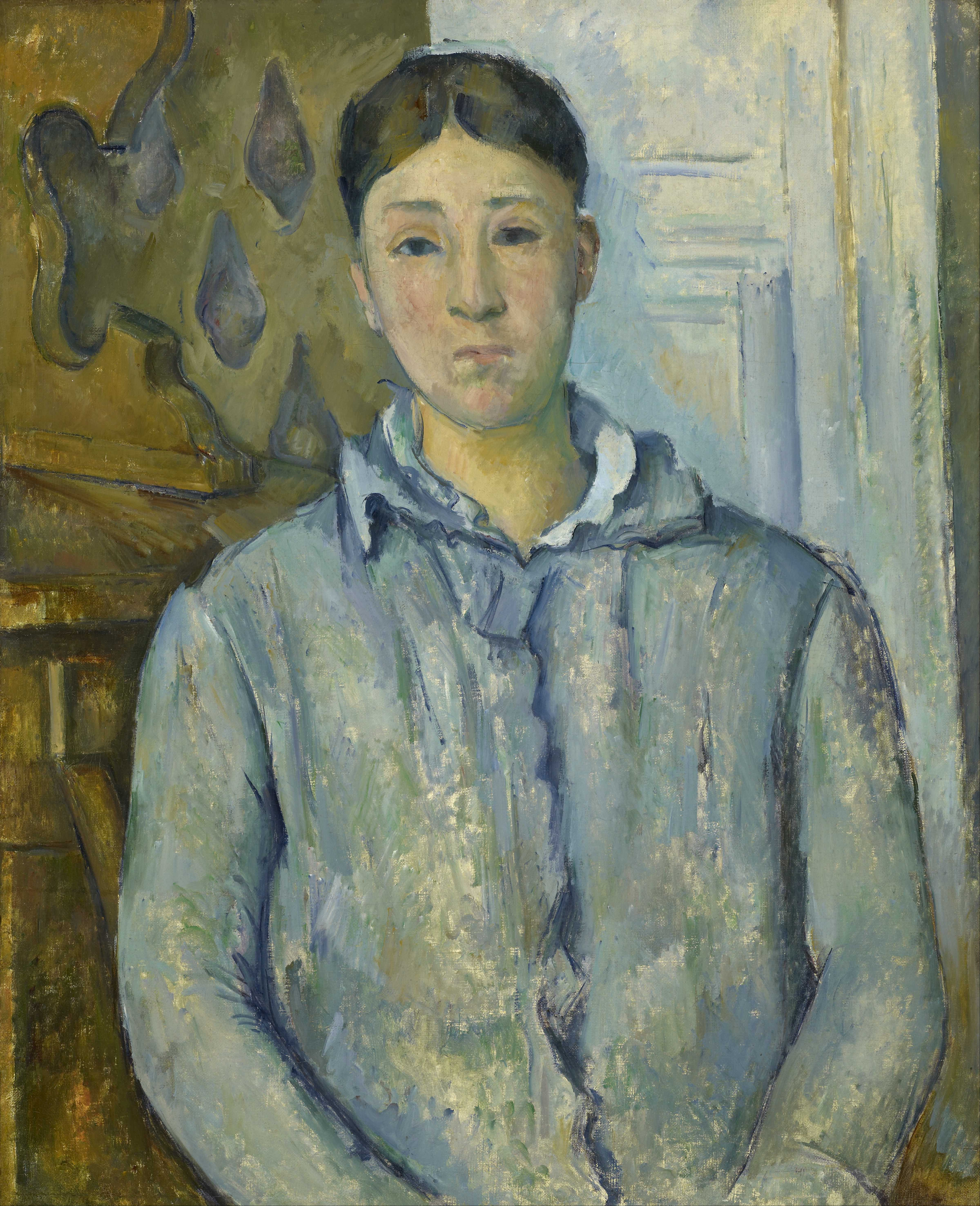
Paul Cézanne, Paní Cézanneová v modré, 1890
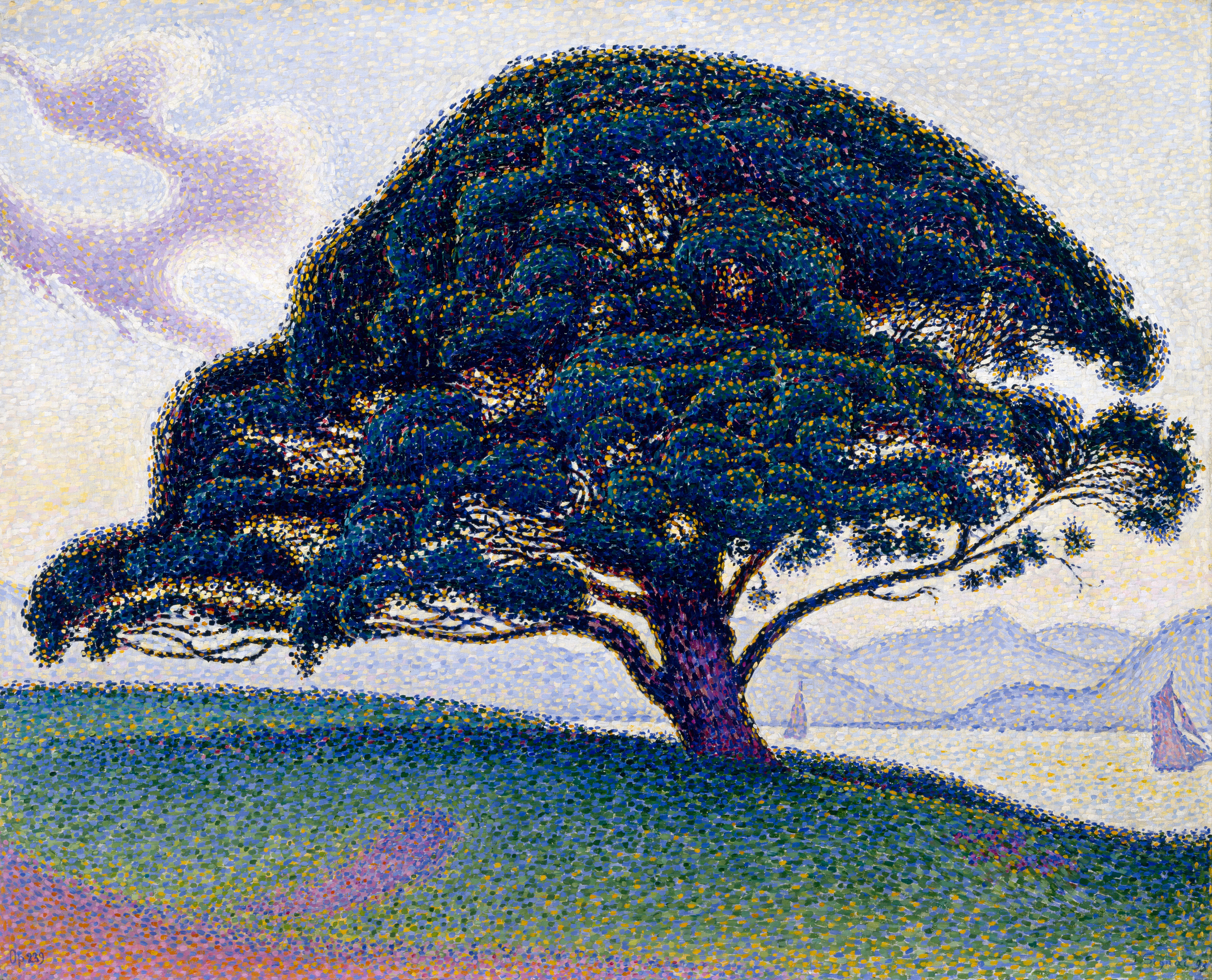
Paul Signac, Pinie, 1893
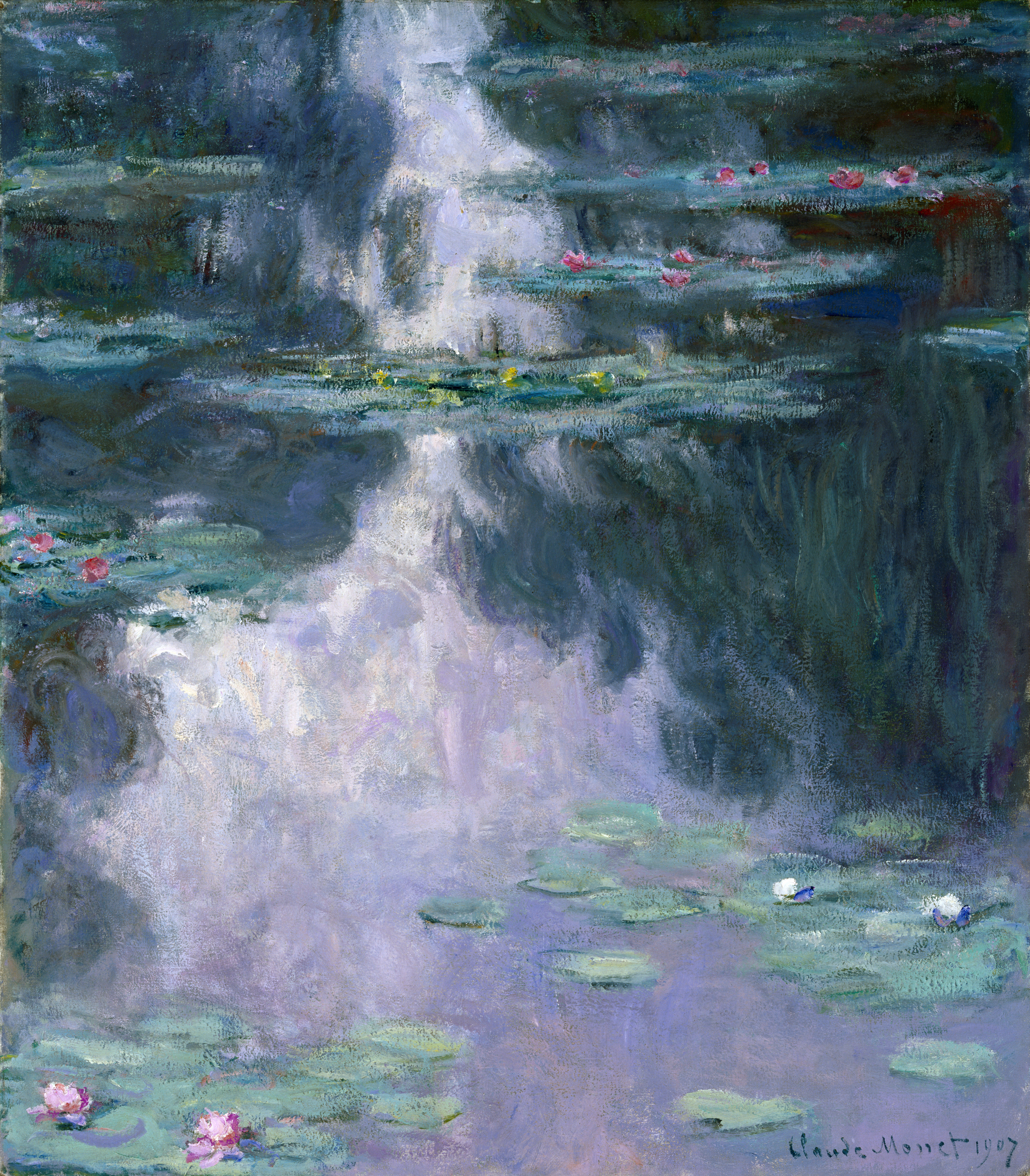
Claude Monet, Lekníny, 1907
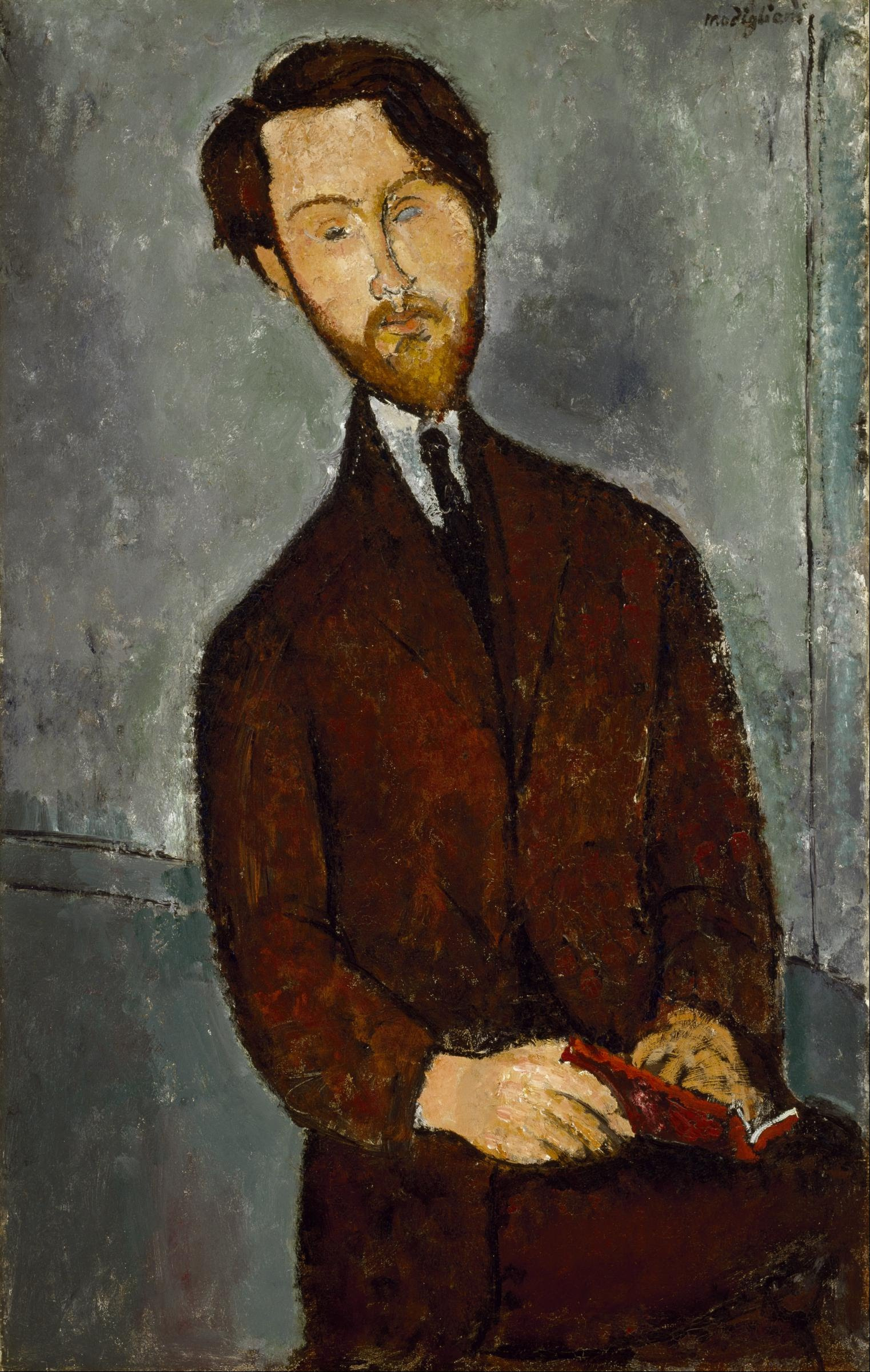
Amedeo Modigliani, Léopold Zborowski, 1911/1920
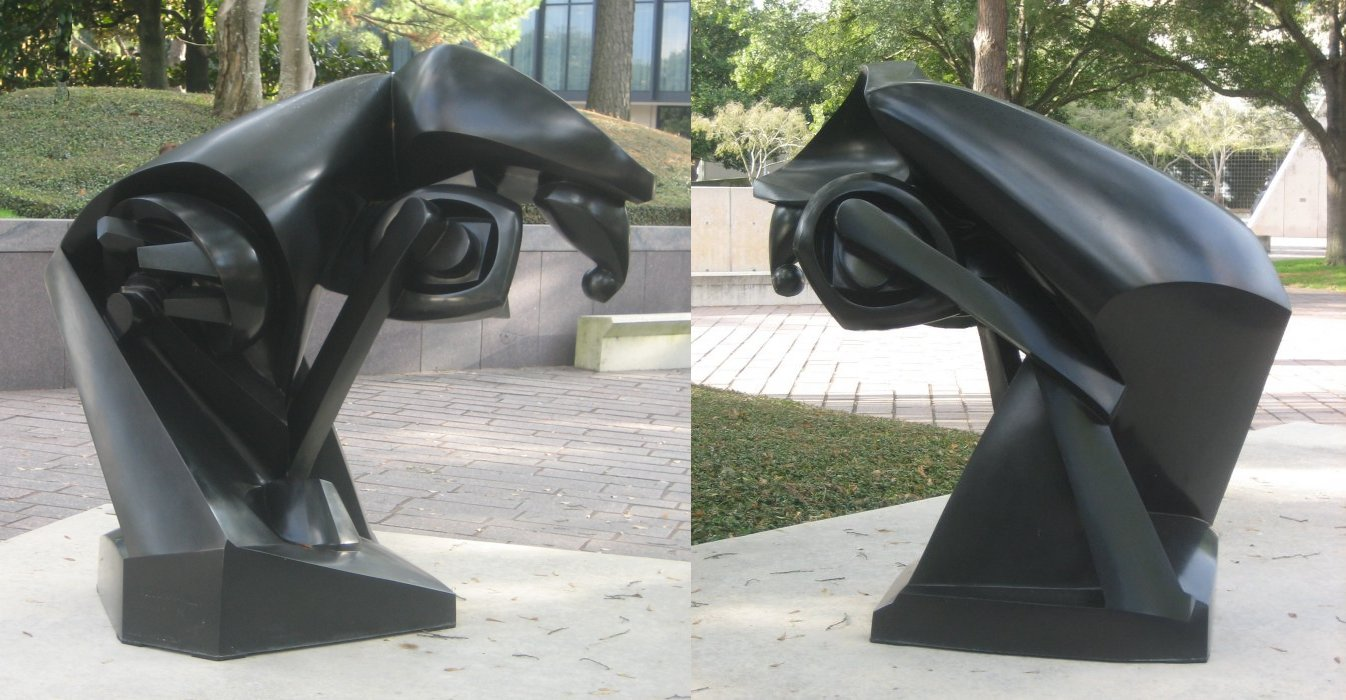
Raymond Duchamp-Villon, Velký kůň, 1914